# Oreoneta sinuosa
Oreoneta sinuosa là một loài nhện trong họ Linyphiidae.
Loài này thuộc chi Oreoneta. Oreoneta sinuosa được Albert Tullgren miêu tả năm 1955.